# Bandera del Camerun
La bandera del Camerun va ser adoptada el 21 de maig de 1975, després de la unitat de l'estat.

## Descripció
Aquests colors representen els colors tradicionals panafricans. La banda vermella central simbolitza la sang vessada pel poble durant la guerra de descolonització, i l'estrella és l'estrella de la unitat. El groc representa el sol i la sabana, present al nord del país. El verd representa els boscos del sud del Camerun.

## Història
La bandera precedent comportava igualment les tres bandes de colors, amb dues estrelles daurades sobre la banda verda, que simbolitzava els dos estats del Camerun federal. El 1975 les dues estrelles daurades de la banda verda van esdevenir una sola estrella que fou col·locada sobre la banda vermella, com a símbol del nou estat unitari.

## Altres banderes

Antiga bandera del Camerun (1961-1975)